# Karin Trow
 (octobre 2011).
Si vous disposez d'ouvrages ou d'articles de référence ou si vous connaissez des sites web de qualité traitant du thème abordé ici, merci de compléter l'article en donnant les références utiles à sa vérifiabilité et en les liant à la section « Notes et références ».
Karin Trow ,née le 6 octobre 1935 à Ballenstedt et morte le 4 novembre 2002 dans le 15e arrondissement de Paris, est une pianiste, cheffe d'orchestre, arrangeuse, compositrice et chanteuse allemande.

## Biographie
À quatorze ans, elle quitte la Zone d'occupation soviétique à la nage.
Au Conservatoire de Karlsruhe, où elle étudie le piano, le chant et la composition, elle obtient, en 1960, le premier prix de piano dans la classe d'Yvonne Loriod.
De 1960 à 1964 Karin se produit en tant que concertiste en Allemagne fédérale, elle compose ses premières musiques pour la scène ou pour les cabarets littéraires.
Karin s’installe définitivement en France à l'âge de 30 ans. Elle est répétitrice et pianiste au TNP (direction Georges Wilson), Karel Trow en est le directeur musical. Elle l’épouse en janvier 1965 (divorce en 1980).
Karin est accompagnatrice ou chef d’orchestre pour Pia Colombo, Maurice Fanon, Gisela May et Bernadette Rollin.
De 1971 à 1974 elle est directrice de la musique au Théâtre du Lambrequin (Tourcoing) dirigé par Jacques Rosner.
Au théâtre, elle compose des musiques de scène, entre autres pour Pierre Romans, André Engel, Philippe Madral, Jacques Rosner, Jeanne Champagne, Michel Dubois, Claude Yersin, Michel Hermon, Lucien Melki…
Ses musiques et ses orchestrations sont jouées au TNP, à l'Odéon, à la Comédie-Française, aux Bouffes du Nord, à la Comédie de Caen, au festival d’Avignon...
Elle compose pour Pia Colombo et fait des arrangements et des orchestrations pour Léo Ferré.
Elle compose également pour la danse : compagnies Anne Béranger, Félix Blaska et Jane Watts ; pour un film d’Alain Schwarzstein et pour une pièce radiophonique : la Krapaude.
Karin est également répétitrice pour de nombreux spectacles musicaux (Brecht en particulier) elle est aussi, depuis 1975, professeur de musique et de chant au JTN ; elle poursuit ses enseignements notamment au cours Florent et à « l’École du métier d’acteur » fondée par Georges Wilson et Françoise Le Bail puis, jusqu’en 1986, à domicile où elle fait travailler le chant à de nombreux comédiens ; elle installe également, chez elle, un studio d’enregistrement grâce auquel elle réalise des prises de son notamment pour Philippe Sollers, Maurice Roche et Michel Butor (Collection Sontexte dirigée par Françoise Coffrant).
Sa carrière de musicienne pour le théâtre ainsi que ses goûts personnels font de Karin une spécialiste reconnue, en France, de Brecht et en particulier de Kurt Weill.
En 1986, Karin se lance elle-même dans le chant et réalise un disque ainsi qu’un spectacle nommés « Kurt Weill à Broadway ».
En octobre 1986, juste après la générale du spectacle Kurt Weill qu’elle chante au Lucernaire, Karin est victime d'un accident vasculaire cérébral.
Décédée à Paris le 14 novembre 2002, ses cendres reposent au funérarium du Père-Lachaise (1er sous-sol, galerie C, case no 11002) et dans la tombe familiale, au cimetière de Karlsruhe, en Allemagne.